# Oostakker
Oostakker är en ort i Belgien.   Den ligger i provinsen Östflandern och regionen Flandern, i den nordvästra delen av landet, 50 km nordväst om huvudstaden Bryssel. Oostakker ligger 6 meter över havet och antalet invånare är 12 793.
Terrängen runt Oostakker är mycket platt. Runt Oostakker är det tätbefolkat, med 369 invånare per kvadratkilometer.. Närmaste större samhälle är Gent, 6,8 km sydväst om Oostakker. 
Omgivningarna runt Oostakker är en mosaik av jordbruksmark och naturlig växtlighet.